# Conferenza delle organizzazioni nazionaliste delle colonie portoghesi
La Conferenza delle organizzazioni nazionaliste delle colonie portoghesi (Conferência das Organizações Nacionalistas das Colónias Portuguesas in portoghese, abbreviato in CONCP) fu un'organizzazione per la cooperazione tra i movimenti di liberazione delle colonie portoghesi durante la guerra coloniale portoghese.
Fu fondata a Casablanca, in Marocco, il 18 aprile 1961 dal PAICG della Guinea-Bissau e di Capo Verde, dall'MPLA dell'Angola, dal FRELIMO del Mozambico e dal MLSTP di São Tomé e Príncipe. La CONCP sostituì il Fronte rivoluzionario africano per l'indipendenza nazionale delle colonie portoghesi (Frente Revolucionária Africana para a Independência Nacional das colonias portuguesas in portoghese) fondato da Amílcar Cabral a Tunisi nel 1960.